# Live 1975 at Q.P.R.
Live 1975 at Q.P.R. Vol.1 e Live 1975 at Q.P.R. Vol.2  sono due video del gruppo inglese Yes, pubblicati su VHS nel 1992 e su Video CD nel 1999 dalla società di Hong Kong Panorama Distribution per il mercato asiatico e su DVD-Video per il mercato internazionale nel 2001.

## Il video
I due volumi contengono la registrazione di un concerto degli Yes del 1975 allo stadio del Queens Park Rangers durante il Relayer Tour.
La formazione è quella dell'album Relayer pubblicato l'anno precedente con lo svizzero Patrick Moraz che sostituì Rick Wakeman alle tastiere.
Il filmato del concerto fu filmato e trasmesso dal secondo canale della BBC il 26 luglio 1975 all'interno del programma musicale The Old Grey Whistle Test. Il concerto fu disponibile per anni solo su bootleg prima della sua pubblicazione su VHS nel 1992 solo per il mercato di Hong Kong e nel 2001 su DVD-Video anche negli Stati Uniti.
La realizzazione del film fu curata dal manager degli Yes Brian Lane senza alcun intervento dei membri della band.
Nonostante la bassa qualità dell'audio, parzialmente recuperata nella versione in DVD, il video viene considerato una eccellente testimonianza di quello che è forse il miglior periodo degli Yes nelle esibizioni dal vivo.
Durante il concerto gli Yes suonarono tutti e tre i lunghi brani di Relayer (Sound Chaser, The Gates Of Delirium e To Be Over) oltre al vecchio successo Sweet Dreams dal loro secondo album Time And A Word e ai successi dei precedenti dischi con Wakeman. Spicca una versione quasi acustica di Long Distance Runaround.
Nelle foto del retro della confezione di entrambi i volumi della edizione in DVD pubblicata negli Stati Uniti, erroneamente, vi sono due foto di Rick Wakeman invece di Patrick Moraz.

## Tracce

### Volume 1
1. Sound Chaser
2. Close To The Edge
3. To Be Over
4. The Gates Of Delirium
5. I've Seen All Good People
6. Long Distance Runaround
7. The Clap

### Volume 2
1. And You And I
2. Ritual (Nous Sommes Du Soleil)
3. Roundabout
4. Sweet Dreams
5. Yours Is No Disgrace

## Formazione
- Jon Anderson - voce
- Steve Howe - chitarra
- Chris Squire - basso
- Patrick Moraz - tastiere
- Alan White - batteria